# Haras national de Marrakech
Le haras national de Marrakech est un haras national marocain créé en 1913, et situé à Marrakech. Il est spécialisé dans le cheval Barbe et l'Arabe-Barbe, et propose aussi une formation de dressage classique, voltige, et travail du cheval en liberté.

## Histoire
Le haras national de Marrakech est créé en 1913, dans l'objectif initial de fournir des montures de cavalerie militaire. Il passe sous la tutelle du ministère de l'agriculture marocain en 1947, puis est reconstruit en 2009. Ces rénovations sont terminées en 2014. En 2011, l'École nationale d'Arts équestres du Maroc est créée au haras national de Marrakech.
À l'origine, cette école ne propose qu'une formation à la voltige en cercle. Elle s'est étendue depuis à la formation à la voltige en ligne et au dressage en liberté. Elle a recruté certains de ses formateurs sur la place Jemaa el-Fna.
En 2017, ce haras est géré par le Dr Chakdi.

## Description
Le haras national de Marrakech se situe près de l'hippodrome de Marrakech. Il offre des prestations publiques d'aide à la reproduction du cheval, et gère 9 stations de monte environnantes. Il héberge également l'école nationale d’Arts équestres du Maroc, chargée d'accompagner tous les grands événements de la filière équine marocaine, et comptant une trentaine de chevaux Barbe et Arabe-barbe. Cette école travaille en collaboration avec l'Association marocaine d'aide aux enfants en situation précaire (AMESIP), contribuant à réinsérer des jeunes. Elle utilise le cheval Barbe, dans l'objectif de défendre l'identité et l'ancrage marocains de ce dernier, et d'être une vitrine de l'utilisation de ces chevaux. Une quinzaine de jeunes suivent les formations proposées (toutes spécialités confondues) en 2017. Cette formation dure trois ans, avec une année de tronc commun et deux de spécialisation. Parmi les anciens élèves de cette école figure Chakir Sahar, acrobate ambulant de Place Jemaa el-Fna, désormais membre de la troupe Cavalia. 
L'école travaille sur des présentations dispensées à travers tout le Maroc, en particulier dans les autres haras nationaux, ceux de Bouznika, d'El Jadida, de Meknès et d'Oujda.
Le haras national de Marrakech participe régulièrement à des journées portes ouvertes.

## Chevaux stationnés
Ce haras est spécialisé dans les races Barbe et Arabe-barbe, détenant environ 55 étalons reproducteurs.